# Pseudodiaptomus batillipes
Pseudodiaptomus batillipes is een eenoogkreeftjessoort uit de familie van de Pseudodiaptomidae. De wetenschappelijke naam van de soort is voor het eerst geldig gepubliceerd in 1954 door Brehm.